# Albina Mali-Hočevar
Albina Mali-Hočevar (Vinitsa, Baixa Carniola, Eslovènia, 12 de setembre de 1925 - ?, 24 de gener de 2001) va ser una activista política comunista eslovena, que va intervenir com a guerrillera antifeixista (partisana) al Front Iugoslau de la Segona Guerra Mundial i, després de la guerra, va exercir diferents càrrecs de partit a la Lliga de Comunistes de Iugoslàvia.

## Trajectòria
Va néixer el 12 de setembre de 1925 a la localitat eslovena de Vinitsa, prop de Črnomelj, en el bressol d'una família obrera amb vuit fills. El seu pare era sabater i la seva mare obrera. Va iniciar els estudis de primària a la ciutat de Črnomelj i quan cursava el tercer curs, el seu pare va caure malalt i es van traslladar a Jurka Vas, on va acabar morint l'any 1934. Des de llavors, va començar a treballar per a mantenir la nombrosa família. Al principi ho va fer a la localitat de Vrh pri Šmihel i, dos anys després, es va traslladar a Brezova Reber pri Dvoru, des d'on va anar a l'escola de Dolnji Ajdovec. Va viure allà amb la seva família i es va graduar de l'escola secundària quan l'any 1941 va esclatar la Segona Guerra Mundial a Iugoslàvia. Com a reacció, l'estiu de 1941 es va unir al Moviment d'Alliberament Popular i Herman Heningman, partisà de Dolenjske Toplice, li va encarregar tasques per a fer. Va mantenir el contacte entre Novo Mesto i Brezova Reber, on hi havia la posició de l'activista i el campament partisà. El desembre de 1941 va deixar Brezova Reber i, segons les instruccions de Heningman, va aconseguir feina a Novo Mesto. A l'hotel on treballava, va organitzar un punt de contacte i durant l'estada de tres mesos en aquesta ciutat va distribuir volants i octavetes i es va mantenir en contacte amb els missatgers que hi arribaven. Tres mesos després, es va traslladar amb la seva mare a Češča Vas. A partir d'aleshores, va mantenir el contacte entre Novo Mesto, Češča Vas, Brezova Reber i Prečna. El juny de 1942, una companyia de guàrdies del destacament partisà de la Baixa Carniola Occidental va ser alliberada i després traslladada de Vrezovo Rebro a Jošt. En aquell moment, l'ofensiva italiana sobre el territori alliberat pels partisans va continuar, de manera que el destacament antifeixista es va dividir en diversos grups més petits. Després del final de l'ofensiva, els grups van acabar a prop de Podstenice i es van reunir en un destacament únic. A Podstenice, l'agost de 1942, Albina va ser admesa a la Lliga de la Joventut Comunista de Iugoslàvia (LJCI). El desembre de 1942, a la Baixa Carniola, es va convertir en soldat de la 3a companyia del 3r batalló de la 1a brigada de vaga proletària eslovena d'alliberament nacional «Tone Tomšič». Va ser infermera en una brigada, a continuació en una companyia durant un temps, i després en un batalló, on també va ser la secretària del batalló de la LJCI. Aquest ressignament com a infermera no li va agradar gens, fins al punt que va acabar plorant de la frustració que li va causar.
Va participar en les batalles de l'11 de desembre de 1942 a d'Ajdovec Polica; el 26 de desembre de 1942 a prop de Mirna i dos dies després a prop de Trbinc; el 3 de gener de 1943 a la regió de Zagorica pri Čatežu, el 13 de gener a Šentvid pri Stični i el 17 de gener a Polica. El setembre de 1942 va ser ferida per primera vegada a Suvoj, després el 21 de gener de 1943 en una batalla a prop de Zagorica pri Čatežu, on la brigada va atacar un reducte de la Guàrdia Blanca i, el 4 de març de 1943, va participar en la batalla prop de Metlika, on va tenir cura dels ferits. També es va fer càrrec dels ferits durant les batalles prop d'Ambrus del 18 de març i a les batalles succeïdes prop de Dana el 25 de març de 1943. El 15 de setembre de 1943 va ser ferida una tercera vegada a Veliki Osolnik, durant les batalles per Turjak, quan una mina va explotar al seu costat. Posteriorment va ser tractada en un hospital partisà Jelendol situat a l'altiplà de Kočevski Rog, després a Črmošnjice, i d'allà va ser evacuada al municipi croat de Žumberak. El 1944 es va convertir en membre del Partit Comunista de Iugoslàvia.
A finals de 1944 va deixar Žumberak per a anar cap al territori de la Carniola Blanca, on va participar en les batalles sota la direcció del destacament partisà del territori. Després, va ingressar a l'escola del partit de Kočevski Rog, on va estar de maig a juliol de 1944. Quan va acabar el curs, va ser destinada com a infermera en el transport de ferits a les ciutats italianes de Bari, Gravina, després a Barletta i al novembre de 1944 a la capital croata de Split. Va formar part del 8è Cos de Tropes de Xoc Dàlmates dels partisans iugoslaus com a infermera i el 14 de gener de 1945 va ser traslladada a un orfenat de Novigrad. Al final de la guerra, es va traslladar a Zadar i després a Trieste. Ja en els primers anys de postguerra va viure primer a Novo Mesto, després a Pag, a Poreč, a Kobarid, a Ilirska Bistrica i el desembre de 1955 es va establir a Maribor. A Ljubljana es va convertir en secretària del comitè de Poljana i membre dels comitès de Krsko i Maribor de la Lliga dels Comunistes d'Eslovènia.
Va morir el 24 de gener del 2001, als 75 anys. Entre d'altres condecoracions iugoslaves, l'any 1946 va ser premiada amb la Medalla commemorativa dels partisans de 1941 i, el 13 de setembre de 1953, amb la concessió de l'Orde d'heroi del poble.